# Lee Na-young
Lee Na-young (nascida em 22 de fevereiro de 1979) é uma atriz sul-coreana. Ela é mais conhecida por seus papéis principais na série de TV Ruler of Your Own World (2002), Ireland (2004) e Romance Is a Bonus Book (2019) e nos filmes Someone Special (2004) e Maundy Thursday (2006). Além de atuar, Lee também é conhecida por aparecer em vários comerciais.

## Carreira
Lee Na-young começou sua carreira de modelo em um comercial de TV da Jambangee Jeans em 1998, e depois fez sua estreia como atriz no mesmo ano. Após papéis coadjuvantes nos dramas de televisão de 1999 Did We Really Love?, KAIST, e Queen, Lee estrelou no filme de ação de ficção científica de Hong Kong Dream of A Warrior (2001), estrelado por Leon Lai . Em 2001, ela também apareceu no videoclipe de "Catherine's Wheel" da banda britpop Rialto .
Mas Lee alcançou a fama em 2002 com a aclamada série Ruler of Your Own World . Ela interpretou uma artista de rock indie que inesperadamente se apaixona por um vigarista em estado terminal, e Lee e seus colegas de elenco foram elogiados por sua atuação realista e diferenciada. Mais tarde, ela se reuniu com o roteirista de Ruler of Your Own World em Jung-ok para Ireland, um drama de 2004 sobre uma filha adotada coreana que viaja para sua terra natal, mas a recepção foi menos positiva.
Durante esse tempo, Lee se tornou uma das modelos comerciais mais bem classificadas e mais bem pagas, endossando diversos produtos, como cosméticos (principalmente Laneige e Lancôme ), eletrônicos, linhas de roupas, bebidas, alimentos, telecomunicações e empresas de construção. Ela é considerada um dos rostos mais bonitos e idealizados da Coreia. Lee mais tarde se tornou a primeiro coreana a aparecer na capa da revista de moda W Korea, para sua edição de novembro de 2009.
Mas ao contrário de sua persona pública graciosa e glamorosa em anúncios, sua imagem no cinema tem sido o oposto, com Lee optando por retratar mulheres desajeitadas e excêntricas. Em 2002, ela estrelou o romance cibernético Who RU? como uma personagem introvertida semelhante ao seu papel em Ruler of Your Own World . Lee então interpretou uma peculiar funcionária pública com um inglês péssimo no filme de comédia de Kim Sung-su, Please Teach Me English (2003), e a stalker inofensiva de um jogador de beisebol passando por dificuldades na comédia romântica de Jang Jin, Someone Special (2004). Ela ganhou vários prêmios de Melhor Atriz por Someone Special, notavelmente do prestigioso Blue Dragon Film Awards .
Lee novamente recebeu elogios em 2006, desta vez por suas cenas dramáticas em Maundy Thursday, a adaptação cinematográfica de Song Hae-sung do romance de Gong Ji-young, Our Happy Time, sobre uma vítima de estupro suicida que desenvolve um vínculo próximo com um preso no corredor da morte. Em seguida, ela interpretou uma sonâmbula emocionalmente atormentada em Kim Ki-duk 's Dream (2008), e quase morreu durante as filmagens de uma cena em que sua personagem se enforca .
Em 2010, Lee estrelou Lady Daddy, interpretando uma fotógrafa trans cuja vida é interrompida com a chegada repentina de um menino que afirma ser seu pai biológico. Para promover o filme, ela fez uma aparição especial no seriado de comédia High Kick Through the Roof. Lee então voltou à televisão com a série de mistério e ação de grande orçamento The Fugitive: Plan B, na qual ela realizou suas próprias cenas de ação sem um dublê .
Quando o contrato de Lee com a agência de talentos KeyEast expirou em 2011 (ela assinou com a KeyEast em 2006 e com a William Morris Agency em 2009), ela se juntou à Eden 9 Entertainment. Em 2012, ela estrelou o thriller de suspense de Yoo Ha, Howling, sobre um detetive veterano (interpretado por Song Kang-ho ) que se une a uma novata (Lee) para resolver uma série de assassinatos envolvendo um misterioso cão-lobo.
Em 2013, Lee apareceu em um papel menor no filme japonês de duas partes SPEC: Close . Ela então interpretou uma atriz tendo um romance secreto com um operador de som em Sad Scene ; que estava entre os três curtas-metragens do omnibus Woman, Man encomendado pela W Korea para seu 10º aniversário em 2015.
Em 2018, Lee voltou às telas de cinema com o drama de refugiados norte-coreano Beautiful Days, que estreou no 23º Festival Internacional de Cinema de Busan .
Em 2019, Lee voltou à telinha após nove anos, estrelando o drama de comédia romântica Romance Is a Bonus Book ao lado de Lee Jong-suk . Ela interpretou a personagem principal Kang Dan-yi, que é uma nova trabalhadora temporária de uma editora de livros.

## Vida pessoal

### Casamento e filhos
Lee se casou com o ator Won Bin em 30 de maio de 2015, em uma pequena cerimônia privada em um campo de trigo perto de uma pousada na cidade natal de Won, condado de Jeongseon, província de Gangwon, Coreia do Sul . O casal pertence à mesma agência de talentos, o Eden 9, e supostamente começaram a namorar em agosto de 2012 (embora o Eden 9 só tenha confirmado o relacionamento em julho de 2013). Um comunicado à imprensa do Eden 9 em 19 de dezembro de 2015 anunciou que Lee havia dado à luz o primeiro filho do casal, um menino.

## Filmografia

### Filme
| Ano  | Título                  | Papel                   | Notas                 |
| ---- | ----------------------- | ----------------------- | --------------------- |
| 1999 | Eiji                    | Mae-hwa                 | Filme japonês         |
| 2001 | Dream of a Warrior      | Shosho                  |                       |
| 2002 | Who R. U.?              | Seo In-joo              |                       |
| 2003 | Please Teach Me English | Na Young-ju             |                       |
| 2004 | Someone Special         | Han Yi-yeon             |                       |
| 2004 | Sweet Home              |                         | Curta-metragem        |
| 2004 | Leaving Me, Loving You  | (cameo)                 | Filme de Hong Kong    |
| 2006 | Maundy Thursday         | Moon Yu-jeong           |                       |
| 2008 | Dream                   | Ran                     |                       |
| 2010 | Lady Daddy              | Ji-hyeon                |                       |
| 2012 | Howling                 | Cha Eun-young           |                       |
| 2013 | SPEC: Close             | Mulher que fala coreano | Filme japonês         |
| 2015 | Woman, Man              |                         | Segmento: "Sad Scene" |
| 2018 | Beautiful Days          | Mãe                     |                       |

### Séries de televisão
| Ano  | Título                                    | Papel                  | Notas               |
| ---- | ----------------------------------------- | ---------------------- | ------------------- |
| 1998 | One Day Suddenly                          | So-hee, fantasma       | Pequena parte       |
| 1998 | Three Guys and Three Girls                |                        | Pequena parte       |
| 1998 | MBC Best Theater "What Was I to You?"     |                        |                     |
| 1999 | KAIST                                     |                        |                     |
| 1999 | Did We Really Love?                       | Kang Jae-young         |                     |
| 1999 | MBC Best Theater "Goodbye Audrey Hepburn" |                        | Drama de um ato     |
| 1999 | Queen                                     | Oh Soon-jung           |                     |
| 1999 | Magic Castle                              | Hong Yoon-hee          | [ 59 ]              |
| 1999 | Love Story "Message"                      | So-young               | [ 60 ]              |
| 2000 | Cool Friends                              | Escritora Lee Na-young | [ 61 ]              |
| 2002 | Ruler of Your Own World                   | Jeon Kyung             |                     |
| 2004 | Ireland                                   | Lee Joong-ah           |                     |
| 2009 | High Kick Through the Roof                | Lee Na-bong            | Cameo (episódio 85) |
| 2010 | The Fugitive: Plan B                      | Jini                   |                     |
| 2019 | Romance Is a Bonus Book                   | Kang Dan-yi            |                     |

### Web-séries
| Ano  | Título                            | Papel         | Ref.   |
| ---- | --------------------------------- | ------------- | ------ |
| 2023 | Diário de viagem de Park Ha-kyung | Park Ha-kyung | [ 62 ] |

### Aparições em videoclipes
| Ano  | Música                   | Artista                        |
| ---- | ------------------------ | ------------------------------ |
| 1998 | "Kiss Me"                | Park Jin-young                 |
| 1998 | "The Last Lie"           | Yoon Sang                      |
| 1998 | "Miracle"                | Kim Dong-ryul feat. Lee So-eun |
| 2000 | "Only You Wouldn't Know" | As One                         |
| 2000 | "My Love"                | Im Chang-jung                  |
| 2001 | "Catherine's Wheel"      | Rialto                         |
| 2001 | "Goodbye, My Love"       | Jo Sung-mo                     |
| 2006 | "Eternal Love"           | Lee Seung-cheol                |

## Prêmios e indicações
| Ano  | Prêmio                                                 | Categoria                                              | Trabalho indicado       | Resultado | Ref.   |
| ---- | ------------------------------------------------------ | ------------------------------------------------------ | ----------------------- | --------- | ------ |
| 2002 | Prêmios Drama MBC                                      | Prêmio de Excelência, Atriz em Minissérie              | Ruler of Your Own World | Venceu    | [ 63 ] |
| 2003 | 39º Prêmio Baeksang Arts                               | Melhor Atriz (TV)                                      | Ruler of Your Own World | Indicado  |        |
| 2004 | 25º Prêmio Blue Dragon Film                            | Melhor Atriz Principal                                 | Someone Special         | Venceu    |        |
| 2004 | 12º Prêmio Chunsa Film Art                             | Melhor atriz                                           | Someone Special         | Venceu    | [ 64 ] |
| 2004 | 5º Prêmio Mulheres no Cinema da Coreia                 | Melhor atriz                                           | Someone Special         | Venceu    | [ 65 ] |
| 2004 | Prêmios Drama MBC                                      | Prêmio Top Excelência, Atriz                           | Ireland                 | Indicado  |        |
| 2004 | Prêmios Drama MBC                                      | Prêmio de popularidade, atriz                          | Ireland                 | Venceu    | [ 66 ] |
| 2006 | 6ª Associação de Anunciantes da Coreia                 | Prêmio Bom Modelo                                      | —                       | Venceu    | [ 67 ] |
| 2006 | 27º Prêmio Blue Dragon Film                            | Melhor Atriz Principal                                 | Maundy Thursday         | Indicado  |        |
| 2007 | 1º Korea Broadcast Advertising Festival - Model Awards | Prêmio de Melhor Parceiro                              | —                       | Venceu    | [ 68 ] |
| 2007 | 41º Dia do Contribuinte                                | Comenda do primeiro-ministro                           | —                       | Venceu    | [ 69 ] |
| 2010 | Prêmios Drama KBS                                      | Prêmio de Excelência, Atriz em Drama de Média-Metragem | The Fugitive: Plan B    | Indicado  |        |

### Listas
| Editor | Ano  | Lista                          |             | Ref.   |
| ------ | ---- | ------------------------------ | ----------- | ------ |
| Forbes | 2011 | Celebridade Poderosa da Coreia | 27° posição | [ 70 ] |